# توليدين
2-توليدين (أورثوتوليدين، أو-توليدين؛ يجب عدم الخلط بينه وبين أورثو-تولويدين) مركب عضوي له الصيغة الكيميائية (C6H4(CH3)NH2)2. مشتق 3-توليدين مهم أيضًا تجاريًا. وهو مركب عديم اللون على الرغم من أن العينات التجارية غالبا ما تكون ملونة. وقابل للذوبان قليلا في الماء.
يمكن إنتاج 2-التوليدين عن طريق إعادة ترتيب البنزيدين من مشتق الهيدرازين المشتق من 2-نيتروتولوين [الإنجليزية].
(CH3C6H4)2N2H2 → (C6H3(CH3)NH2)2